# Postgeschichte von Nortorf
Die Postgeschichte von Nortorf beschreibt die geschichtliche Entwicklung des Postwesens in Nortorf.

## Postgeschichte
1602 erreichten die Hamburgischen Börsenältesten regelmäßige Botengänge nach Dänemark, welche ihren Weg nach Helsingör über Rendsburg, Flensburg, Odense und Kopenhagen nahmen. 1694 nutzen die Boten die Strecke Hamburg – Glückstadt – Itzehoe – Remmels (Hohenwestedt) – Rendsburg und weiter nach Norden. Sie gingen ca. 14 km westlich an Nortorf vorbei. Das nächste Postkontor befand sich damals in Rendsburg. Bis 1764 ging die schwedische Post nach Hamburg über Ulzburg – Neumünster – Rendsburg – Gottorf und kam stets über Nortorf, einen Ort ohne Postdienststelle. Den schwedischen Postillionen war es bei Strafe verboten, Post anzunehmen, die Nortorfer Bürger vertrauten den beliebten Postschweden gleichwohl ihre Briefe an, die diese trotz Ermahnungen, Bestrafungen und Inhaftierungen transportierten.
Am 1. Juli 1764 bekam Nortorf eine Post. Johan Jacob Ritzius wurde zum Posthalter von Nortorf ernannt. Eine Posthalterei wurde eingerichtet. Am Freitag jeder Woche fuhr die Postkutsche nachmittags nach Neumünster und musste nach 3 Stunden am Ziel sein. Sonntags fuhr sie gegen 9 Uhr nach Rendsburg und durfte die Fahrtzeit vom 3,5 Stunden nicht überschreiten. Johan Jacob Ritzius wird 1777 zum Postmeister befördert und ein Postkontor eingerichtet.
Bis 1806 lag das Postamt unter den Postmeistern Ritzius, Münster und Sturm am alten Pferdemarkt (Peermarkt) in dem späteren Harmschen Gasthaus am Ende der Poststraße, die wohl in dieser Zeit ihren Straßennamen bekam. Der alte Gasthof brannte im Oktober 1911 nieder – heute steht dort das Geschäftshaus der Firma Willy Kiel. 1842 werden die Fahrten der Postkutsche in eine Deligence (Eilpost) umgewandelt. Diese wurden mit der Eröffnung der Eisenbahnlinie am 28. August 1845 eingestellt. Seit 1846 führt Nortorf einen Poststempel. 1871 wurde eine Telegraphenanstalt eingerichtet. Telegramme konnten nun auch in Nortorf auf besonderen Leitungen durch Morsebetrieb übermittelt werden. Bis 1881 ging ein Nortorfer Postbote über Schülp – Timmaspe – Krogaspe – Böken – Bünzen – Bargfeld – Homfeld – Bucken – Innien – Gnutz. Dann wurde in Innien eine Postagentur eingerichtet. Am 19. August 1899 wurde in Nortorf der Fernsprechverkehr mit zunächst 21 Teilnehmern eingerichtet. Bis zum Jahre 1953 stieg die Zahl auf 475 Teilnehmer an.
1903 erhält Nortorf eine öffentliche Fernsprechstelle (Telefonzelle).
1933 löst der Fernschreiber den Morsebetrieb der Telegraphenanstalt in Nortorf ab. 1949 brachten die Postzüge und Kraftposten täglich ca. 4.000 Postsendungen zur Verteilung, während rund 3.050 Sendungen aus dem Postbezirk befördert wurden. 2.000 bis 3.000 Pakete wurden monatlich weitergeleitet. Im Dezember 1953 wurden 12.000 Pakte ausgeliefert. Vor dem Zweiten Weltkrieg waren es ca. 4.000 bis 8.000 Stück. Seit dem 28. Oktober 1961 ist Nortorf im Selbstwählferndienst unter der Vorwahl 04392 erreichbar.
Bis dahin mussten Ferngespräche vorher über Neumünster angemeldet werden. Am 23. März 1962 bekam Nortorf im Rahmen des neuen Postleitzahlensystems die vierstellige Postleitzahl 2353. Am 1. Juli 1993 bekam Nortorf die neue fünfstellige Postleitzahl 24589. Am 3. November 1999 wurde in einem Lebensmittelmarkt eine Postagentur eröffnet. Vom 21. Oktober 2009 bis zum 27. September 2018 gab es eine weitere in einem Skribo-Schreibwarengeschäft in der Poststraße. 2018 zog die Filiale durch einen Betreiberwechsel in den Edeka-Markt in der Niedernstraße.

## Die Postamtsmeister bzw. Vorsteher des Postamtes Nortorf
- 1764–1787 Postmeister Johan Jacob Ritzius
- 1788–1792 Postmeisterin Katharina Maria Ritzius, Wwe. des Jac. Ritzius
- 1793–1802 Postmeister Samuel Johann Münster
- 1803–1806 Postmeister Frantz Martin Sturm
- 1807–1822 Postmeister Leutnant Thomas Andreas de Fine
- 1822–1848 Postmeister und Kirchspielvogt Diedrich Otto Heinrich Quist
- 1848–1851 Bahnhofsvorsteher Stamp wird mit den Aufgaben eines Postmeisters betraut
- 1849–1852 Keine Aufzeichnungen infolge kriegerischer Ereignisse in Schleswig-Holstein
- 1853–1864 Postmeister Heinrich Johann v. Gericke
- 1. Mai 1864 Postexpeditor Langhof (Commisarisch)
- 1. Oktober 1864 Postexpeditor Schladetsch (später Postverwalter)
- 1. April 1887 Postverwalter Christensen
- 1. Juni 1892 Postverwalter Wilhelmsen
- 1. April 1896 Postmeister Mehrens
- 1. November 1914 Postmeister Michelsen (später Oberpostdirektor)
- 1. September 1931 Postmeister Schäfer (später Postamtmann)
- 1. Juli 1937 Postmeister Clausen
- 1. Juli 1946 Postmeister Schröder (gest. 20. Januar 1950)
- 1. März 1950 Postmeister Mordhorst (später Oberpostmeister)
- 1. Oktober 1956 Postmeister Strutz (ab 1. Juni 1959 Oberpostmeister)
- 1. Oktober 1962 Post-Obersekretär Kerbs
- 7. Januar 1963 Postbetriebsinspektor Wilhelm Böge
- 1. Oktober 1978 Postbetriebsinspektor Paul Trinker
- 1. Januar 1992 Postbetriebsinspektor Rolf Pohlmeyer